# Julius Klaus
Julius Bruno Theodor Klaus (* 5. Oktober 1910 in Schwäbisch Gmünd; † 14. Dezember 1988 ebenda) war ein deutscher Politiker (CDU) und von 1957 bis 1965 Oberbürgermeister von Schwäbisch Gmünd. Seine Amtszeit wird unterschiedlich bewertet. Seiner Energie und seinen unbestrittenen Leistungen für die Stadtentwicklung steht das bundesweite mediale Echo seiner unorthodoxen Amtsführung entgegen.

## Leben
Julius Klaus entstammte einer Gmünder Kaufmannsfamilie. Der Enkel von Bruno Klaus studierte nach dem Abitur zunächst Physik und Mathematik, bevor er sich für Rechtswissenschaften an der Eberhard Karls Universität Tübingen entschied. Er war Mitglied der katholischen Studentenverbindung AV Guestfalia Tübingen. 1935 wurde er mit der Arbeit Grundlagen des Notstands- (und Notwehr-) Problems und seine Lösung de lege ferenda zum Dr. iur. promoviert. Nach der Referendarzeit in Schwäbisch Gmünd, Ellwangen und Stuttgart legte er 1937 die „Große Staatsprüfung“ ab.
Zunächst war er als Richter beim Landgericht Stuttgart tätig, bevor er 1940 zur Wehrmacht eingezogen wurde. Nach einer schweren Verwundung an der Ostfront 1942 war er bis Kriegsende an den Gerichten Künzelsau, Heilbronn und Öhringen tätig.
Klaus ließ sich im Juni 1947 als Rechtsanwalt in seiner Geburtsstadt nieder. Als Berater des kleinen Omnibusunternehmens Severin Abt aus Rechberg war er Anfang der 1950er Jahre maßgeblich an der Entwicklung des Gmünder Stadtverkehrs beteiligt.

## Amtszeit als Oberbürgermeister
In Schwäbisch Gmünd ging nach nur kurzer Amtszeit Oberbürgermeister Konrad aus gesundheitlichen Gründen in den Ruhestand. Um seine Nachfolge bewarb sich neben Bürgermeister Ruisinger u. a. Julius Klaus. Am 20. Januar 1957 wurde Klaus nach kurzem, aber heftigem Wahlkampf mit 74,2 Prozent der Stimmen zum neuen Oberbürgermeister der Stadt gewählt und trat am 7. März 1957 sein Amt an.

### Leistungen für die Stadtentwicklung
Durch die Eingemeindung von Bettringen 1959 sicherte er der Stadt dringend benötigtes Bauland und Schwäbisch Gmünd wuchs auf 40.000 Einwohner. Seinem Amtskollegen Bruno Maurer sicherte er für die Entwicklung Bettringens 5 Millionen DM zu, die Bettringen alleine nicht mehr bewältigt hätte. Bereits einen Tag vor der offiziellen Eingemeindung erfolgte der erste Spatenstich für ein neues Schulhaus in Bettringen, das 1965 vollendet wurde. Die für die Gemeinde Bettringen gemachten Zusagen wurden beispielgebend für sämtliche folgende Eingemeindungen.
Ebenso setzte er sich für die Einrichtung einer Mittelschule in Schwäbisch Gmünd, die 1958 eröffnet werden konnte, sowie den Bau einer Volksschule in der Weststadt ein. Im Stadtzentrum konnte mit der Buhl-Turnhalle für die Schulen und Vereine eine Übungsmöglichkeit geschaffen werden. Für die Jugend wurde das ehemalige Verwaltungsgebäude der AOK in der Königsturmstraße erworben und 1964 zum Jugendhaus umgebaut.
Um der Verkehrsproblematik Herr zu werden, bemühte sich Klaus von Beginn seiner Amtszeit an um den Ausbau und die Verbesserung der Straßen. Auf Kritik der Bürgerschaft fiel dabei die Verbreiterung der Remsstraße, da eine Baumreihe der ehemaligen Promenade gefällt werden musste.
Sein 1958 eingeführter Kreisverkehr an der Glocke-Kreuzung erhielt von den Bürgern den spöttischen Namen „Klausen-Ei“, da Klaus „nach mehrstündigem Brüten“, so wurde er zitiert, in seinem schwarzwälder Urlaubsort diese Verkehrslösung ersann.
In seine Amtszeit fiel die 800-Jahr-Feier der Stadt Schwäbisch Gmünd, die in großen Feierlichkeiten vom 7. bis 22. Juli 1962 begangen wurde. Klaus begrüßte in diesem Zusammenhang die Oberbürgermeister Baden-Württembergs, Prinz Louis Ferdinand von Preußen, Kurt Georg Kiesinger, Bischof Carl Joseph Leiprecht, Eduard Leuze, Gebhard Müller und weitere Persönlichkeiten. Das Stadtjubiläum wurde auch in kultureller Hinsicht gewürdigt. So schrieb die Stadt aus diesem Anlass einen Kunstpreis aus, die Stuttgarter Philharmoniker unter der Leitung von Hermann Michael traten auf und den Festvortrag hielt Hansmartin Decker-Hauff. Die Festwochen wurden auf einem Dokumentarfilm in Farbe festgehalten, und die Stadt veröffentlichte einen Band zur Stadtgeschichte.

### Gescheiterte Bauprojekte
Hinter der Rauchbeinschule plante Klaus die Errichtung eines Gartenbades, für das er die Zustimmung des Gemeinderates erhalten konnte. Zu einer Ausführung kam es nie, da die Hanglage des Geländes für Bad, Zufahrt und Parkplätze nicht geeignet war.
Durch die Krankenhausfrage geriet Klaus in Konflikt mit Landrat Burkhardt. Obwohl der Landkreis Schwäbisch Gmünd im benachbarten Mutlangen ein neues Kreiskrankenhaus plante, wollte Klaus das städtische Krankenhauswesen nach 100 Jahren nicht einfach aufgeben. Selbst als der Kreis ab 1962 mit dem Bau der heutigen Stauferklinik begann, konnte er die Unterstützung des Gemeinderates für den Neubau eines städtischen Krankenhauses gewinnen.
Auch sein großes Bauvorhaben, der Wohnungsnot mit einer Trabantenstadt auf der Gemarkung Gügling zu begegnen, blieb in der Planungsphase. Klaus plante dort eine Siedlung für mehrere tausend Einwohner, mit Einkaufszentren und öffentlichen Einrichtungen. Jedoch konnte er die Gmünder nicht überzeugen, den Gügling als Siedlungsfläche zu sehen, da dieses Gebiet vom Stadtzentrum zu weit entfernt lag, während es noch Bauland in günstigerer Nähe zur Stadt gab. Unter seinem Nachfolger Hansludwig Scheffold wurde diese Zielsetzung aufgegeben. Der Gügling beherbergt heute das von Scheffold geplante Industriegebiet.

### Kritik an der Amtsführung und die Wahlniederlage gegen Scheffold

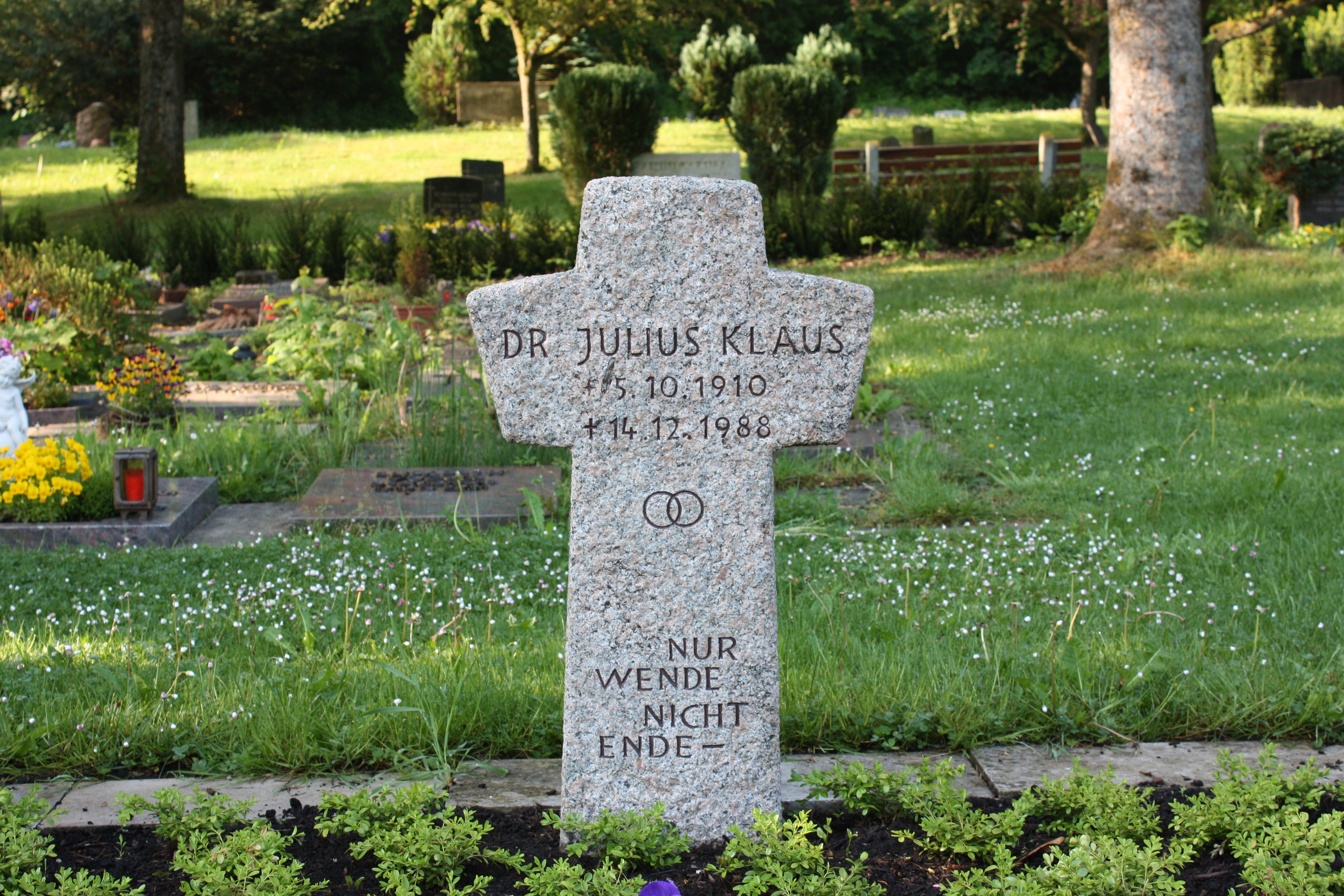
Grab von Julius Klaus in Schwäbisch Gmünd

Bundesweite Bekanntheit erlangte er als sogenannter „Stier von Gmünd“, nachdem er einen Fotoreporter niederschlug.
Letztendlich wurde er aufgrund seiner unorthodoxen Amtsführung und Amtsmissbrauch nicht wiedergewählt. Eine Dienstaufsichtsbeschwerde gegen Klaus wurde 1964 beim Justizministerium in Stuttgart eingereicht.
Nach seiner Amtszeit als Oberbürgermeister praktizierte Klaus als Anwalt und Notar im Haus seines Onkels in der Gmünder Haußmannstraße.
Julius Klaus ist auf dem Dreifaltigkeitsfriedhof in Schwäbisch Gmünd beigesetzt.

## Familie
Sein Sohn Volkmar gründete 1973 die heutige Bullyland AG in Spraitbach und leitete diese bis 2005. Er und seine Frau Jane fördern auch mit der Volkmar und Jane Klaus Foundation gGmbH das Spraitbacher Gemeindeleben.